# Monoplace
Le terme monoplace désigne un véhicule ne pouvant accueillir qu'une personne. Il est communément utilisé pour désigner des aéronefs. Cependant on peut également l'utiliser pour designer certains bateaux, ainsi que des véhicules terrestres tels que les Formule 1.

## Véhicules terrestres

### Sport automobile
Une monoplace est un type de voiture à une seule place, généralement utilisé en compétition automobile et ayant des caractéristiques particulières, comme la disposition des roues à l'extérieur du véhicule (elles sont appelées « single-seater » en anglais, ou « open-wheel car », littéralement « voiture à roues découvertes »).

## Bateaux et embarcations

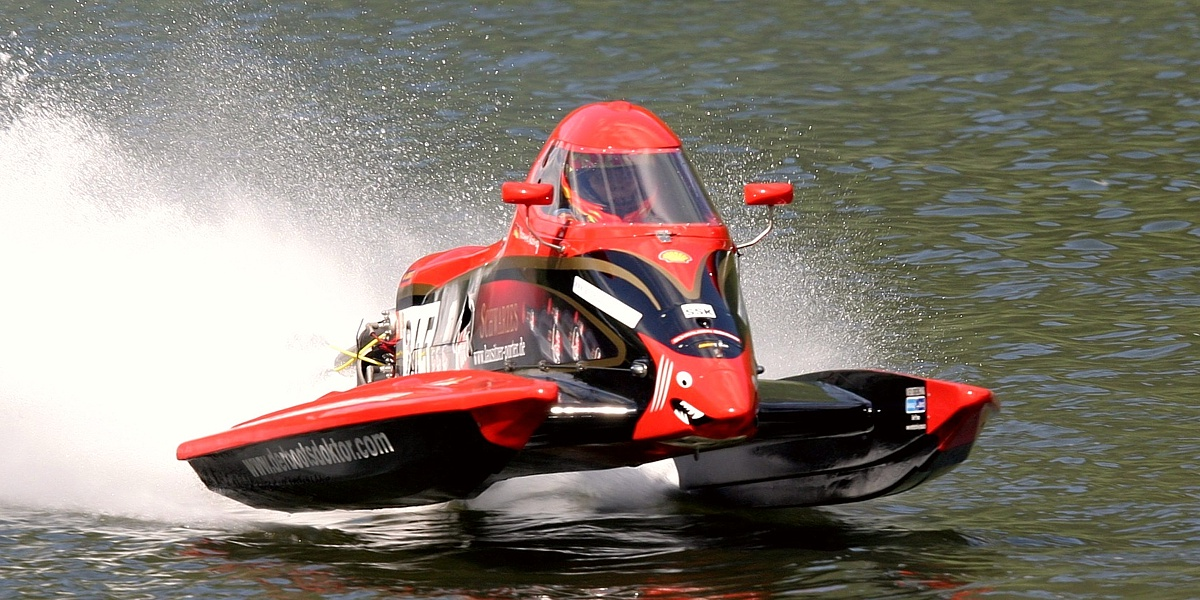
Formula 500.

De nombreuses disciplines de sports nautiques se disputent en solo avec un engin monoplace, canoë-kayak, voile, aviron, etc.
En motonautisme, les épreuves de vitesse inshore sont courues avec des machines monoplaces.

## Aéronefs
Les premiers avions, ainsi qu'une grande partie des chasseurs sont des avions monoplaces.
Les ULM sont souvent monoplaces, mais peuvent également être biplaces.
Il existe également des avions à pédale (comme le Daedalus) et des dirigeables monoplaces.